# Anisodes patruelis
Anisodes patruelis är en fjärilsart som beskrevs av Moore 1887. Anisodes patruelis ingår i släktet Anisodes och familjen mätare. Inga underarter finns listade i Catalogue of Life.